# Robert Tobin
Robert John (Rob) Tobin (Lincoln, 20 december 1983) is een Britse sprinter, die is gespecialiseerd in de 400 m. Zijn grootste successen boekte hij echter op de 4 x 400 m estafette. Hij nam eenmaal deel aan de Olympische Spelen en veroverde daarbij een bronzen medaille. Deze ontving hij echter pas jaren later. Aanvankelijk was de Britse ploeg op de 4 x 400 m estafette, met Tobin in de gelederen, op de Spelen van 2008 namelijk vierde geworden. In 2017 werd dit resultaat echter alsnog opgewaardeerd naar een derde plaats en dus een bronzen medaille na de diskwalificatie van de Russische ploeg als gevolg van een geconstateerde dopingovertreding van een van zijn teamleden.

## Biografie
Tobin maakte zijn internationale debuut bij de wereldkampioenschappen in 2005, waar hij op de 400 m in de halve finale sneuvelde. Op de 4 x 400 m estafette veroverde hij met het Britse team, dat verder bestond uit Timothy Benjamin, Martyn Rooney en Malachi Davis, met 2.58,82 een vierde plaats in de finale.
In maart 2006 vonden in Melbourne de Gemenebestspelen plaats. Op de individuele 400 m kwam hij tot de halve finale en met de Engelse estafetteploeg werd hij vierde. In augustus 2006 was Tobin startloper van de Britse estafetteploeg bij de Europese kampioenschappen in Göteborg. Samen met zijn teamgenoten Rhys Williams, Graham Hedman en Timothy Benjamin won hij een zilveren medaille achter de Franse estafetteploeg.
Op de Europese indoorkampioenschappen van 2007 in Birmingham behaalde Tobin voor het eerst bij een grote internationale wedstrijd de finale op een individueel nummer. Met een tijd van 46,15 s finishte hij achter de Ier David Gillick en voor de Duitser Bastian Swillims. Een dag later won hij met de Britse estafetteploeg in 3.07,04 een gouden medaille op de 4 x 400 m estafette. Zijn teamgenoten waren bij die gelegenheid Dale Garland, Philip Taylor en Steven Green. Bij de WK van 2007 in Osaka moest hij op de 4 x 400 m estafette genoegen nemen met een zesde plaats.
Robert Tobin startte het olympische jaar 2008 met een vijfde plaats op de 4 x 400 m estafette bij de wereldindoorkampioenschappen in het Spaanse Valencia. Ook op de Olympische Spelen van 2008 in Peking nam hij aan dit nummer deel, samen met Andrew Steele, Michael Bingham en Martyn Rooney. Met 2.59,33 plaatsten ze zich voor de finale, waarin ze in dezelfde opstelling vierde werden in 2.58,81. Het als derde gefinishte team van Rusland werd in 2017 echter gediskwalificeerd, nadat bij hertests van bewaarde monsters een van diens teamleden positief was bevonden op dopinggebruik. Hierdoor kregen Tobin en zijn Britse teamgenoten, negen jaar na afloop van de Spelen, achter het winnende team van de Verenigde Staten en het als tweede gefinishte team van Bahama's alsnog de bronzen medaille in de schoot geworpen.
In 2009 won Tobin bij de WK in Berlijn een zilveren medaille op de 4 x 400 m estafette. Hier waren zijn teamgenoten Conrad Williams en opnieuw Michael Bingham en Martyn Rooney. Op de individuele 400 m sneuvelde hij in de halve finale.
Tobin is aangesloten bij Basingstoke and Mid Hants AC.

## Titels
- Brits kampioen 400 m - 2009
- Brits indoorkampioen 400 m - 2007
- Europees indoorkampioen 4 x 400 m - 2007

## Persoonlijke records
Outdoor
| Onderdeel | Prestatie          | Datum         | Plaats       |
| --------- | ------------------ | ------------- | ------------ |
| 100 m     | 10,70 s (+1,3 m/s) | 21 april 2007 | Lawrence     |
| 200 m     | 21,31 s (+1,0 m/s) | 21 mei 2006   | Loughborough |
| 400 m     | 45,01 s            | 11 juni 2005  | Genève       |

Indoor
| Onderdeel | Prestatie | Datum            | Plaats     |
| --------- | --------- | ---------------- | ---------- |
| 300 m     | 32,76 s   | 31 januari 2006  | Manchester |
| 400 m     | 45,90 s   | 12 februari 2006 | Sheffield  |

## Palmares

### 400 m
- 2006:  Britse kamp. - 46,35 s
- 2007:  EK indoor - 46,15 s
- 2008:  Britse kamp. - 46,18 s
- 2009:  Britse kamp. - 45,84 s

### 4 x 400 m
- 2005: 4e WK - 2.58,82
- 2006: 4e Gemenebestspelen
- 2006:  EK - 3.01,63
- 2007:  EK indoor - 3.07,04
- 2007: 6e WK - 3.02,94
- 2008: 5e WK indoor - 3.09,21
- 2008:  OS - 2.58,81 (na DQ Rusland)
- 2009: WK - 3.00,58
- 2010:  EK - 3.02,25
- 2012:  EK - 3.01,56